# Милано, Питер
Питер «Пит» Джон Милано (англ. Peter "Pete" John Milano; 22 декабря 1925, Кливленд, Огайо, США — 21 апреля 2012, Лос-Анджелес, Калифорния, США) — италоамериканский гангстер, босс семьи Лос-Анджелеса с 1984 года до своей смерти в 2012 году. Сын Энтони Милано (младший босс семьи Кливленда) и племянник Фрэнка Милано (босс семьи Кливленда), старший брат Кармена Милано (младший босс семьи Лос-Анджелеса). Был активным участником мафии с 1940-х годов до своей смерти, хотя сам он никогда не признавал себя частью мафии. Его легальный бизнес включал недвижимость и вендинговую компании Rome Vending Company.

## Ранние годы
Пит Милано родился в 1925 году в Кливленде (штат Огайо) в семье Энтони и Жозефины Милано. Его отец был младшим боссом кливлендской мафии с 1930 года и до ухода на покой в 1976 году. Многие члены семьи Милано были замешаны в организованной преступности, в том числе его дядя Фрэнк Милано, который с 1930 был боссом семьи Кливленда и с 1931 года входил в первоначальный состав Комиссии американской мафии, пока в 1935 году не сбежал в Мексику, чтобы избежать обвинений в уклонении от уплаты налогов. Братья Пита также были вовлечены в мафию, в том числе и младший, Кармен Милано, который решил стать юристом, но в конце концов всё равно стал мафиози в 1980-х годах. Двоюродная сестра Пита была замужем за Джоном Нарди, влиятельный соучастником кливлендской мафии, убитым за переход на сторону ирландской мафии во время войны семьи Кливленда с Дэнни Грином. Пит Милано переехал с матерью и братьями в Беверли-Хиллз (штат Калифорния) в начале 1940-х годов в подростковом возрасте. После окончания школы он стал членом синдиката Микки Коэна и занимался нелегальными азартными играми.

## Мафиозо
Присоединившись к семье Лос-Анджелеса, Милано стал «посвящённым» в 1970 году. Вскоре после этого его повысили до капореджиме (капо) в семье. Его отец Энтони, хотя и был одним из главных криминальных авторитетов в Кливленде, также имел интересы на Западном побережье и был тесно связан с мафией Лос-Анджелеса. В марте 1973 года Питу Милано и шестерым мафиозо другим было предъявлено обвинение в организации мошеннической игорной операции в Лос-Анджелесе, которая приносила до 250 000 долларов в месяц. Суд над ними был отложен, когда в Лас-Вегасе был застрелен ключевой свидетель, бывший соучастник мафии и осведомитель полиции Джон Дубчек. Хотя это отпугнуло других осведомителей от дачи показаний, Милано всё же приговорили к четырём годам тюремного заключения. Несколько месяцев спустя Милано и ещё 11 человек были обвинены в заговоре, рэкете и вымогательстве против букмекеров, ростовщиков и порнографов. По обоим обвинениям Милано отсидел четыре года.

## Босс
В 1981 году ведущие члены семьи Лос-Анджелеса, в том числе босс Доминик Бруклир, были приговорены к тюремному заключению по закону RICO. Это позволило Питу Милано стать исполняющим обязанности босса. После смерти Бруклира в 1984 году Милано стал главой семьи и назвал своего брата Кармена младшим боссом. Пит Милано взял на себя ответственность за семью, истощённую арестами, и добился со стороны нелегальных букмекеров дани в размере более 1 миллиона долларов в неделю. В том же 1984 году он был арестован за попытку получить деньги со стороны букмекеров, но был освобождён из-за отсутствия улик.
В марте 1988 года Пит Милано снова признал себя виновным по обвинению в рэкете и был приговорен к шести годам тюремного заключения. 4 апреля 1991 года Милано был условно-досрочно освобождён из тюрьмы. Ему удалось избежать тюремного заключения из-за обвинений в Лас-Вегасе, вызванных убийством гангстера Герберта Блитцстайна в 1997 году.